# 东京建物
东京建物（日语：とうきょうたてもの）是一家日本地产公司。

## 历史
1896年由安田财阀的创始人安田善次郎创建，总部位于东京都中央区。
1902年，东京建物株式会社承接了天津日租界的开发工程，进行填土垫地工程。
1907年挂牌上市，1949年在东京证券交易所再次挂牌上市。主要负责开发，销售房产。
1979年新宿中心大厦建成竣工。业务还包括酒店，休闲中心，旅游设施，高尔夫课程，度假胜地和餐饮管理。
2006年成立上海分部，目前已经在中国和美国投资，未来计划在东南亚投资。